# Tôn giáo

Các biểu tượng của các tôn giáo lớn trên thế giới (từ trái qua phải)
Hàng 1: Kitô giáo, Do Thái giáo, Ấn Độ giáo
Hàng 2: Hồi giáo, Phật giáo, Thần đạo
Hàng 3: Sikh giáo, Bahá'í giáo, Jaina giáo

Tôn giáo hay tông giáo, đạo (chữ Hán: 宗教, tiếng Latinh: religio, Tiếng Anh: religion) là hình thái ý thức xã hội dựa trên sự tin tưởng và sùng bái các yếu tố siêu nhiên (thần linh, thiên chúa, ...) mà ở đó các yếu tố siêu nhiên được cho rằng quyết định nên số phận hay tương lai của con người, hoặc được lấy làm cơ sở để đặt nền tảng cho cuộc sống. Tôn giáo thường được cấu thành bởi một hệ thống các văn hoá, tín ngưỡng, đức tin bao gồm các hành vi và hành động được chỉ định cụ thể, các quan niệm về thế giới, thể hiện thông qua các kinh sách, khải thị, các địa điểm linh thiêng, lời tiên tri, quan niệm đạo đức, hoặc tổ chức, liên quan đến nhân loại với các yếu tố siêu nhiên, siêu việt hoặc tâm linh. Tuy nhiên, hiện tại chưa có sự đồng thuận học thuật về những gì chính xác cấu thành một tôn giáo.
Các tôn giáo khác nhau có thể chứa hoặc không chứa nhiều yếu tố khác nhau, bao gồm các yếu tố thần thánh, những điều linh thiêng, tín ngưỡng, một thế lực hoặc nhiều thế lực siêu nhiên hoặc "một số thế lực siêu việt tạo ra các chuẩn mực và sức mạnh cho phần còn lại của cuộc đời ". Các hoạt động tôn giáo có thể bao gồm các nghi lễ, bài giảng, lễ kỷ niệm hay biểu hiện sự tôn kính (các vị Thần, Thánh, Phật), tế tự, lễ hội, nhập hồn, lễ nhập đạo, dịch vụ tang lễ, dịch vụ hôn nhân, thiền, cầu nguyện, âm nhạc, nghệ thuật, múa, dịch vụ công cộng, hoặc các khía cạnh khác của văn hóa con người. Các tôn giáo có lịch sử và các kinh sách linh thiêng, có thể được bảo tồn trong các thánh thư, các biểu tượng và thánh địa, nhằm mục đích chủ yếu là tạo ra ý nghĩa cho cuộc sống. Tôn giáo có thể chứa những câu chuyện tượng trưng, đôi khi được những người tin theo cho là đúng, có mục đích phụ là giải thích nguồn gốc của sự sống, vũ trụ và những thứ khác. Theo truyền thống, đức tin, cùng với lý trí, đã được coi là một nguồn gốc của các niềm tin tôn giáo.
Có khoảng 10.000 tôn giáo khác nhau trên toàn thế giới, nhưng khoảng 84% dân số thế giới theo một trong năm nhóm tôn giáo lớn nhất, đó là Kitô giáo, Hồi giáo, Ấn Độ giáo, Phật giáo và các dạng tôn giáo dân gian. Các nhân khẩu học không tôn giáo bao gồm những người không liên kết với bất kỳ tôn giáo cụ thể nào, những người Vô thần hoặc Bất khả tri. Trong khi số lượng những người không có tôn giáo cụ thể càng ngày càng tăng trên toàn cầu, nhiều người trong số những người không theo tôn giáo cụ thể nào vẫn có nhiều niềm tin tôn giáo khác nhau.
Nghiên cứu về tôn giáo bao gồm nhiều ngành học, bao gồm Thần học, tôn giáo so sánh và nghiên cứu khoa học xã hội. Các lý thuyết về tôn giáo đưa ra các giải thích khác nhau về nguồn gốc và hoạt động của tôn giáo, bao gồm các nền tảng bản thể học của các thực thể tôn giáo và niềm tin.

## Từ nguyên
Tôn giáo trong tiếng Việt có nguồn gốc từ chữ Hán: 宗敎, vốn đọc là "tông giáo". Sau vì kị húy tên vua Nguyễn Phúc Miên Tông của nhà Nguyễn mà đọc thành "tôn giáo", rồi được sử dụng phổ biến đến tận bây giờ.
Trong tiếng Anh và tiếng Pháp, tôn giáo là religion - xuất phát từ tiếng Latinh cổ điển: religio, được ghi lại từ thế kỉ 1 TCN vào cuối thời Cộng hòa La Mã, mang ý nghĩa là "tuân thủ một cách nghiêm ngặt và thành khẩn các phong tục và lễ nghi truyền thống ". Trong bối cảnh thế tục, religio có nghĩa là "sự tận tâm, ý thức về quyền, nghĩa vụ đạo đức hay trách nhiệm đối với mọi vật, mọi hành động"; trong bối cảnh tâm linh, nó cũng có nghĩa là cảm giác "kính sợ" do các vị thần và linh hồn gây ra.

## Các khái niệm
Tôn giáo xét trên một phương diện nào đó, là một cách thức để giúp con người sống và tồn tại với ý nghĩa cuộc sống, từ đó tạo ra lợi ích cho vạn vật và con người. Tôn giáo đôi khi đồng nghĩa với tín ngưỡng, thường được định nghĩa là niềm tin vào những gì siêu nhiên, linh thiêng hay thần thánh, cũng như những đạo lý, lễ nghi, tục lệ và tổ chức liên quan đến niềm tin đó. Những ý niệm cơ bản về tôn giáo chia thế giới thành hai phần: Linh thiêng và Trần tục. Trần tục là những gì bình thường trong cuộc sống con người, còn Linh thiêng là cái siêu nhiên, thần thánh. Đứng trước sự Linh thiêng, con người sử dụng lễ nghi để bày tỏ sự tôn kính, sùng bái và đó chính là cơ sở của tôn giáo. Trong nghĩa tổng quát nhất, có quan điểm đã định nghĩa tôn giáo là kết quả của tất cả các câu trả lời để giải thích nguồn gốc, quan hệ giữa nhân loại và vũ trụ; những câu hỏi về mục đích, ý nghĩa cuối cùng của sự tồn tại. Chính vì thế những tư tưởng tôn giáo thường mang tính triết học. Số tôn giáo được hình thành từ xưa đến nay được xem là vô số, có nhiều hình thức trong những nền văn hóa và quan điểm cá nhân khác nhau. Tuy thế, ngày nay trên thế giới chỉ có một số tôn giáo lớn được nhiều người theo hơn những tôn giáo khác.
Tín ngưỡng tôn giáo là niềm tin và sự sùng bái thần thánh hay các quyền lực vô biên, siêu nhiên, vào cuộc sống sau khi đã mất..., tóm lại, là những phát biểu mà vì đó các thành viên của một tôn giáo nào đó gắn bó vào đó. Tín ngưỡng thường phát sinh khi một lãnh tụ tinh thần khẳng định một số hiểu biết đặc biệt về chân lý thần thánh và tổ chức tín đồ của mình. Cũng có quan điểm cho rằng, tín ngưỡng tôn giáo là hoạt động tôn giáo ít hay không có điểm chung với các tổ chức tôn giáo khác trong một xã hội cụ thể. Theo quan điểm này thì tín ngưỡng là một cái gì đó hoàn toàn mới, nó có thể là kết quả của sự truyền bá quan điểm tôn giáo từ một xã hội này sang một xã hội khác, nơi mà nó chưa từng có tiền lệ. Do vậy khi mới hình thành, tín ngưỡng thường chưa được chính thức hóa và hay có mâu thuẫn với xã hội, nếu tiếp tục phát triển, tín ngưỡng sẽ trở nên có tổ chức, nghi lễ chặt chẽ hơn và có thể trở thành tôn giáo. Tuy nhiên tín ngưỡng tôn giáo không phải là các giáo phái, giáo phái là những nhóm ly khai với giáo hội hay tổ chức tôn giáo truyền thống của nó còn tín ngưỡng thì hoàn toàn mới. Tôn giáo là những hệ thống tín ngưỡng thường tìm câu trả lời cho những khái niệm sau:
- Thượng đế - Siêu việt tính hay bản chất của tồn tại (hoặc cái được loài người nhận thức là tồn tại) trong mối tương quan với con người;
- Tạo hóa, những tín ngưỡng về nguồn gốc của vũ trụ, Trái Đất, sự sống, và nhân loại;
- Thần thánh, những tín ngưỡng về sự tồn tại (hay không tồn tại) và bản chất của thần thánh (hay Ông Trời), những gì linh thiên hay siêu phàm;
- Những tín ngưỡng về cách liên lạc với thần thánh, vật linh thiêng, những người khác, loài vật, thế giới tự nhiên xung quanh ta và với chúng ta;
- Những tín ngưỡng về bản chất đạo lý và đạo đức, như đạo đức khách quan và đạo đức tương đối;
- Những cách để nhận dạng và ca tụng những kinh nghiệm giá trị;
- Việc tìm ra trọn vẹn về lĩnh vực nhu cầu và thèm muốn;
- Sự tìm ra mục đích của sự sống, và nhận dạng các mục tiêu trong đời;
- Tìm ra một cơ cấu đạo lý, và định nghĩa những hành vi "thiện" (tốt) và "ác" (xấu);
- Những tín ngưỡng về những trạng thái tồn tại khác như thiên đàng, địa ngục, hay Niết bàn và cách chuẩn bị vào những cõi này;
- Những giải thích và sự hiểu biết về điều ác và đau khổ, và viết về thiện ác.

Thông thường, những tôn giáo khác nhau và những phe không tôn giáo đều có câu trả lời khác nhau về các khái niệm trên, và nhiều tôn giáo có nhiều trả lời cho mỗi khái niệm.
Ngoài nghĩa rộng về tôn giáo trên, có nhiều cách sử dụng cũng như nhiều nghĩa của từ "tôn giáo." Một số lối giải thích như sau:
- Một cách định nghĩa, đôi khi được gọi là "lối theo chức năng", định nghĩa tôn giáo là bất cứ hệ thống tín ngưỡng và phong tục nào có chức năng đề cập đến những câu hỏi căn bản về đặc tính con người, đạo đức, sự chiết
- và sự tồn tại của thần thánh (nếu có). Định nghĩa rộng ngày bao gồm mọi hệ thống tín ngưỡng, kể cả những hệ thống không tin tưởng vào thần thánh nào, những hệ thống đơn thần, những hệ thống đa thần và những hệ thống không đề cập đến vấn đề này vì không có chứng cớ.
- Cách định nghĩa thứ hai, đôi khi được gọi là "lối theo hình thể", định nghĩa tôn giáo là bất cứ hệ thống tín ngưỡng nào xác nhận những điều không thể quan sát một cách khoa học được, và chỉ dựa vào chức trách hay kinh nghiệm với thần thánh. Nghĩa này hẹp hơn phân biệt "tôn giáo" với chủ nghĩa duy lý, chủ nghĩa nhân bản thế tục, thuyết vô thần, triết khách quan và thuyết bất khả tri, vì những hệ thống này không dựa vào chức trách hay kinh nghiệm nhưng dựa vào cách hiểu theo khoa học.
- Cách định nghĩa thứ ba, đôi khi được gọi là "lối theo chứng cớ vật chất", định nghĩa tôn giáo là những tín ngưỡng về nhân quả mà Occam's Razor loại trừ vì chúng chấp nhận những nguyên nhân quá phức tạp để giải thích những chứng cớ vật chất. Theo nghĩa này, những hệ thống không phải là tôn giáo là những hệ thống không tin tưởng vào những nguyên nhân phức tạp hơn cần thiết để giải thích những chứng cớ vật chất. Những người theo quan điểm này tự xưng là "bất tôn giáo", nhưng cũng có người tôn giáo nhìn nhận rằng "tín ngưỡng" và "khoa học" là hai cách hoàn toàn khác nhau để đi đến chân lý. Quan điểm này bị bác bỏ bởi những người xem rằng những giải thích siêu hình là cần thiết để giải thích các hiện tượng tự nhiên một cách căn bản.
- Cách định nghĩa thứ tư, đôi khi được gọi là "lối tổ chức", định nghĩa tôn giáo là các hội đoàn, tín ngưỡng, tổ chức, phong tục, và luật đạo đức chính thức của tất cả các tôn giáo chính có tổ chức. Nghĩa này đặt "tôn giáo" vào một vị trí trái ngược với "tinh thần", cho nên không bao gồm những luận điệu của "tinh thần" về việc tiếp xúc, phục vụ, hay tôn thờ thần thánh.
- Tôn giáo là nền của chánh trị, là cánh tay nối dài của kẻ cầm quyền, là pháp luật đàn áp người nghèo, là thuốc phiện của nhân dân, là thứ cứu rỗi tâm hồn của những người khốn cùng trong xã hội.

## Lịch sử

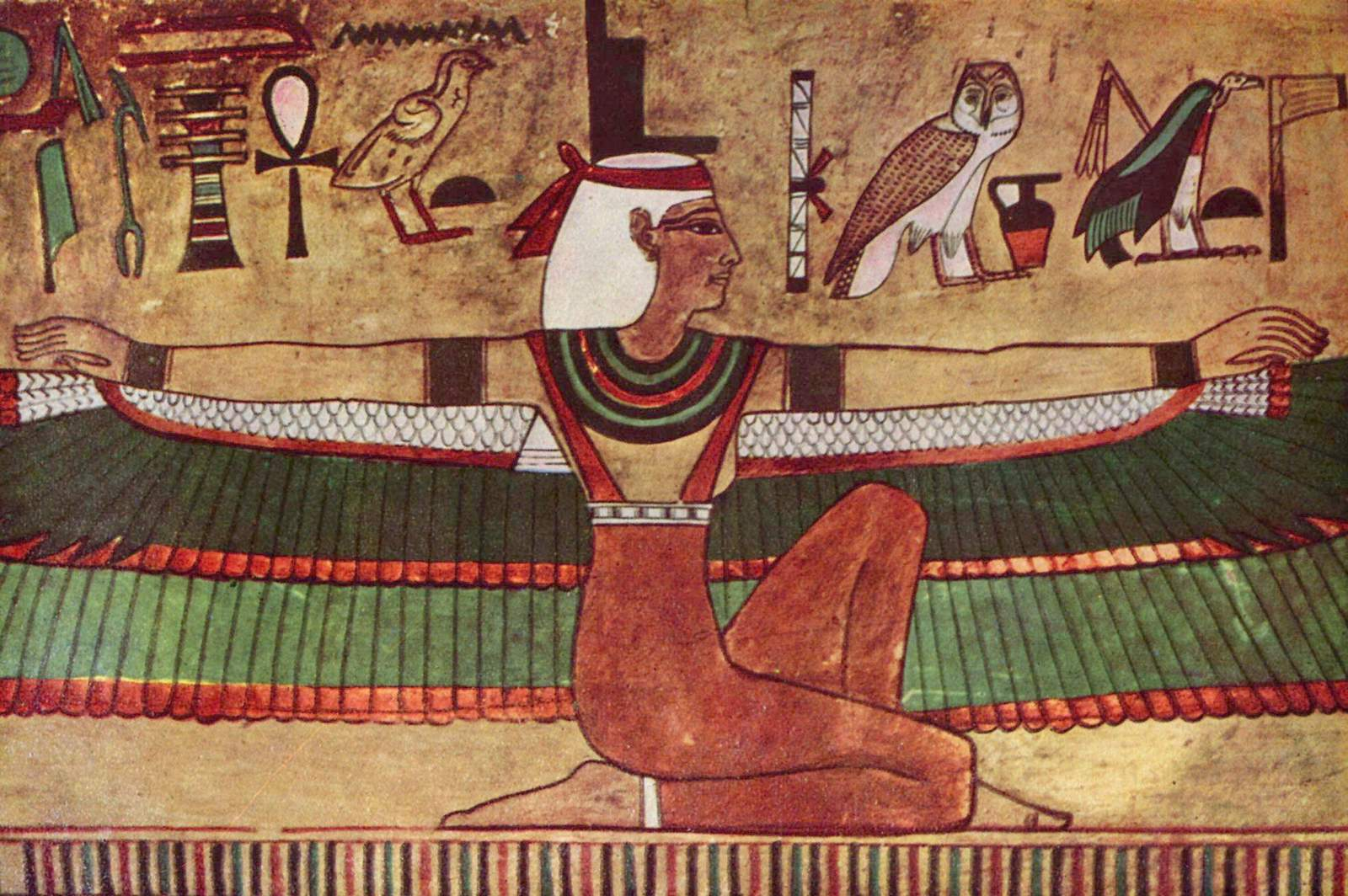
Hình vẽ nữ thần Isis trong tôn giáo cổ đại Ai Cập (khoảng năm 1360 trước Công nguyên)

Nếu không kể những chứng tích khảo cổ học cho thấy niềm tin tôn giáo về cuộc sống sau khi chết có từ rất xa xưa, khi mà người ta chôn đồ tùy táng cùng với người chết thì ít nhất cách đây 40.000 năm, tổ tiên con người đã có niềm tin tôn giáo và tham gia các nghi lễ tôn giáo. Trong các xã hội săn bắn và hái lượm, phổ biến là thuyết vật linh, cho rằng vật thể trong thế giới tự nhiên được phú cho nhận thức và tác động đến đời sống con người. Biển cả, núi cao, gió và thậm chí cả cây cối...cũng có thể được coi là những thế lực có tính chất thần thánh sinh ra và chi phối đời sống con người. Xã hội săn bắn, hái lượm có tổ chức chưa phức tạp nên đời sống tôn giáo chủ yếu tồn tại trong gia đình. Địa vị pháp sư (shaman) có thể được trao cho một người như là lãnh tụ tôn giáo nhưng hoạt động này không phải chiếm toàn bộ thời gian của người đó.
Sang đến giai đoạn xã hội trồng trọt và chăn nuôi, niềm tin thần thánh là nguyên nhân hình thành thế giới dần dần được phát triển. Một hệ thống văn hóa đạo đức được ủng hộ bằng việc công nhận thần thánh đồng thời tôn giáo vượt qua khỏi phạm vi gia đình và thường gắn chặt với chính trị, lãnh tụ xã hội thường được xem là vua và tăng lữ như các Pharaoh Ai Cập.
Trước Cách mạng Công nghiệp, tôn giáo đã rất phát triển và là thể chế xã hội vô cùng quan trọng ở khắp các lục địa. Đây cũng là lúc các tôn giáo có nhiều xung đột với nhau: Kitô giáo với Hồi giáo qua nhiều cuộc Thập tự chinh; Ấn Độ giáo xung đột với Phật giáo và về cơ bản đã loại trừ tôn giáo này ra khỏi miền đất phát tích của nó vào thế kỷ 13; người Hồi giáo chinh phục và truyền bá tôn giáo của mình đến những vùng khác...
Từ Thời kỳ Khai sáng và sau khi Cách mạng Công nghiệp nổ ra, những tiến bộ khoa học kỹ thuật và sự thay đổi cấu trúc xã hội đã khiến cho ảnh hưởng của tôn giáo không còn mạnh mẽ như trước, tôn giáo dần bị tách rời khỏi nhà nước. Trong đời sống văn hóa – xã hội, có các quan điểm khác nhau về mối quan hệ giữa tôn giáo và khoa học. Ngày nay, bên cạnh các tôn giáo truyền thống và những người không tôn giáo, nhiều phong trào tôn giáo mới nổi lên.

## Hoạt động

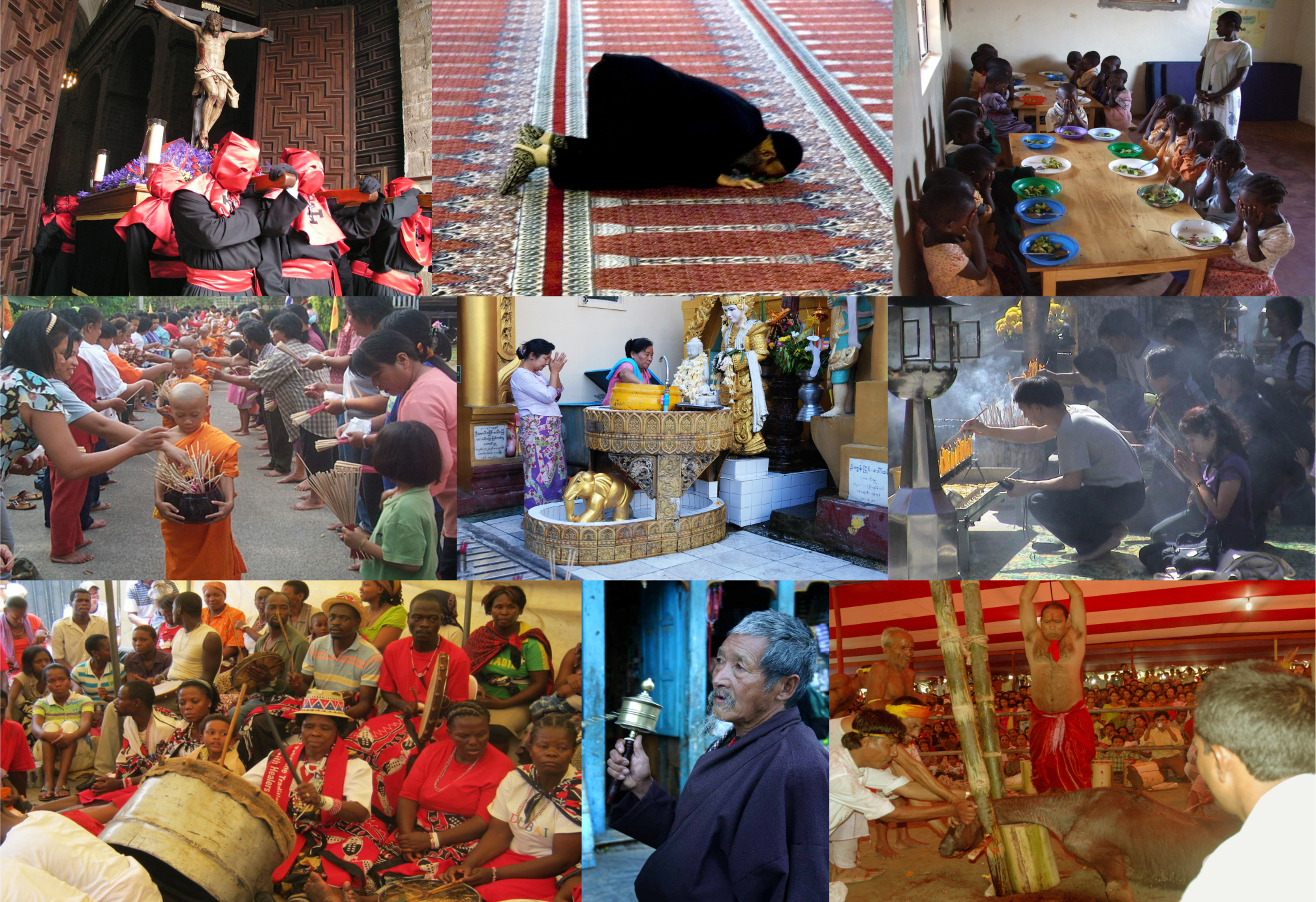
Một số hoạt động tôn giáo trên thế giới.

Những phong tục dựa vào tín ngưỡng tôn giáo thường gồm có:
- Cầu nguyện
- Thờ phụng
- Họp mặt thường lệ với những người khác đồng tôn giáo
- Viên chức tôn giáo để lãnh đạo hay giúp đỡ những tín đồ, như nhà tu, mục sư, tăng lữ...
- Nghi lễ và phong tục đặc biệt trong tín ngưỡng
- Cách giữ gìn niềm tin vào những điều răn trong kinh sách và những tục lệ của tôn giáo đó
- Luật lệ ứng xử ngoài đời phù hợp với tín ngưỡng (đạo lý), như Mười điều răn trong Cựu Ước, đặt ra từ tín ngưỡng chứ không phải do tín ngưỡng định nghĩa, và đạo lý thường được tôn trọng đến địa vị giáo luật (luật pháp) và được các tín đồ thi hành
- Việc duy trì và học tập những kinh sách ghi chép những tín ngưỡng cơ bản của tôn giáo.

Những tín đồ của một tôn giáo thường họp mặt để làm lễ, đọc hay tụng kinh, cầu nguyện, thờ phụng, và giúp đỡ tinh thần lẫn nhau. Tuy nhiên, cầu nguyện và ngồi thiền một mình cũng thường được xem là quan trọng, cũng như sống theo tín ngưỡng ngoài đời hay với những người không theo đạo đó. Đây thường là một chức năng của tôn giáo đó.

## Các tôn giáo chính
Niềm tin và thực tiễn tôn giáo vô cùng đa dạng và có rất nhiều tôn giáo trên thế giới ngày nay, có tôn giáo chỉ hạn chế trong một vùng địa lý không lớn nhưng có những tôn giáo có thể gọi là tôn giáo thế giới với nhiều triệu tín đồ ở khắp nơi trên thế giới. Nói chung có khoảng 87 phần trăm dân số thế giới đang gắn bó với một tôn giáo nào đó; chỉ có khoảng 13 phần trăm là không tôn giáo.
| Tôn giáo                       | Số lượng tín đồ                         | Vùng lãnh thổ chủ yếu |
| ------------------------------ | --------------------------------------- | --- |
| Kitô giáo                      | 2,4 tỷ (31% dân số thế giới)            | Khắp thế giới |
| Hồi giáo                       | 1,8 tỷ                                  | Trung Đông, Bắc Phi, Trung Á, Nam Á, Tây Phi, Đông Phi, Nam Á, Đông Nam Á, Albania, một phần lãnh thổ Nga, các tỉnh phía tây Trung Quốc. |
| Ấn Độ giáo                     | 900 triệu                               | Nam Á, Đông Nam Á, Fiji, Guyana, Mauritus.                                                                                               |
| Phật giáo                      | Khoảng 500 triệu (6,6% dân số thế giới) | Đông Á và Ấn Độ, một số nước Đông Nam Á.                                                                                                 |
| Đạo giáo                       | 400 triệu                               | Trung Quốc, Singapore, Malaysia và cộng đồng người Hoa hải ngoại, Việt Nam, Nhật Bản, Hàn Quốc.                                          |
| Tôn giáo dân gian Trung Quốc   | 394 triệu                               | Trung Quốc |
| Tôn giáo của các bộ tộc        | 300 triệu                               | Khắp thế giới trừ Châu Âu |
| Nho giáo                       | 150 triệu                               | Đông Á và cộng đồng người Hoa ở hải ngoại                                                                                                |
| Tôn giáo truyền thống châu Phi | 100 triệu                               | Châu Phi |
| Thần đạo                       | 30 triệu                                | Nhật Bản |
| Sikh giáo                      | 23 triệu                                | Ấn Độ, Pakistan, Canada, Mỹ, Anh |
| Do Thái giáo                   | 14 triệu                                | Israel, Mỹ, châu Âu |
| Bahá'í giáo                    | 9 triệu                                 | Tín đồ phân bố rải rác nhiều nơi trên thế giới                                                                                           |
| Nhân Chứng Giê-hô-va           | 8,2 triệu                               | Khắp thế giới |
| Đạo Cao Đài                    | 3,8 triệu                               | Việt Nam, Bắc Mỹ, Châu Âu, Úc |
| Đạo Hòa Hảo                    | 2 triệu                                 | Việt Nam |
| Jaina giáo                     | 1,2 triệu                               | Ấn Độ, Pakistan, Canada, Mỹ, Anh |

(Nguồn số liệu theo Adherents.com, riêng số lượng tín đồ Khổng giáo theo Macionis.)
Việc thống kê số liệu tín đồ của từng tôn giáo rất phức tạp và nhiều phương pháp khác nhau do đó các nguồn số liệu có thể cho kết quả khác nhau đáng kể, tuy vậy nó cung cấp cái nhìn tương đối về quy mô của các tôn giáo đặc biệt là trong tương quan với nhau.

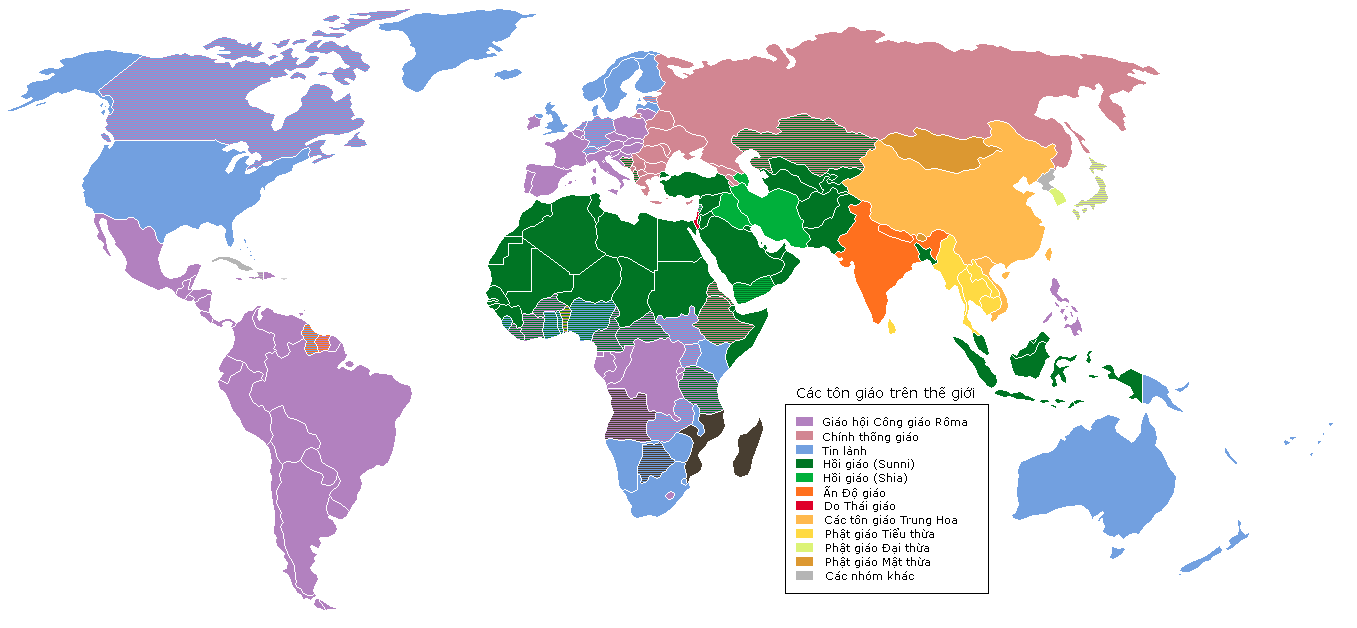
Bản đồ phân bố các tôn giáo quan trọng trên thế giới

- Kitô giáo: với ba nhánh chính là Công giáo, Chính thống giáo và Tin Lành, là tôn giáo có số lượng tín đồ đông nhất trên thế giới, trên 3,4 tỷ tín đồ, chủ yếu ở Bắc Mỹ, Mỹ Latinh, châu Âu và rải rác ở nhiều nơi khác trên thế giới. Kitô giáo bắt nguồn từ Do Thái giáo ở Trung Đông và do Giê-su sáng lập. Kitô giáo theo thuyết độc thần thể hiện ở quan điểm về Thiên Chúa Ba Ngôi: Đức Chúa Cha - Đấng Tạo hóa; Đức Chúa Con (Jesus Christ) - Đấng Chuộc tội và Đức Chúa Thánh Thần - Đấng Thánh hoá. Jesus Christ bị hành hình, đóng đinh trên cây thập tự, từ đó cây thập tự trở thành biểu tượng linh thiêng của tín đồ Kitô giáo và theo niềm tin của tín đồ Kitô giáo, Chúa phục sinh là bằng chứng về việc Jesus là Con Thiên Chúa, Jesus được phái đến để chịu chết vì tội lỗi nhân loại gây ra. Con người không chỉ là tôi tớ của Chúa, kẻ được cứu rỗi, mà còn là con của Chúa, do vậy con người có bổn phận noi gương Chúa trong tình yêu cuộc sống, tình yêu đồng loại, con người phải sống thánh thiện và đạt đến cuộc sống vĩnh hằng. Từ khi ra đời và trong giai đoạn đầu, Kitô giáo bị ngược đãi, đàn áp nhưng dần dần đã được truyền bá rộng rãi trên thế giới. Đây là một trong những tôn giáo lớn nhất trên thế giới và là tôn giáo có ảnh hưởng mạnh mẽ nhất đến nền văn minh phương Tây.
- Hồi giáo: là tôn giáo có số lượng tín đồ đông thứ hai trên thế giới, với khoảng 1,8 tỷ tín đồ, chủ yếu tập trung ở Trung Đông, Bắc Phi, Trung Á và rải rác ở khắp nơi trên Trái Đất. Hồi giáo ra đời vào thế kỷ thứ VII, do Muhammad sáng lập. Cũng như Ki-tô giáo, Hồi giáo thờ phụng một vị Thượng đế duy nhất, không công nhận có những thần thánh nào khác. Nhưng đạo Hồi khác biệt ở chỗ: Muhammad được tín đồ coi là Đấng Tiên tri, sứ giả của Thượng đế chứ không phải là Chúa như Giê-su đối với người Kitô giáo (Hồi giáo cũng chỉ nhìn nhận Giê-su là Đấng Tiên tri chứ không nhìn nhận ông là Chúa). Hồi giáo coi Muhammad là Đấng tiên tri cuối cùng và hoàn thiện nhất, sau các Đấng tiên tri trước đó là Adam, Abraham, Moses và Giê-su. Vai trò của Muhammad là ghi lại lời của Thượng đế và kinh Koran được các tín đồ coi là lời răn của Thượng đế Chí Tôn. Cũng giống Kitô giáo, Hồi giáo tin rằng có địa ngục, thiên đàng và ngày phán xét, mọi người có trách nhiệm giải thích trước Thượng đế về những việc làm của mình trên trần thế. Tín đồ Hồi giáo cũng thừa nhận trách nhiệm của mình trong việc bảo vệ đức tin, chống lại mọi đe dọa và trong một số trường hợp, giáo lý này của Hồi giáo được sử dụng để biện minh cho các cuộc thánh chiến.[22]
- Ấn Độ giáo: được coi là một trong những tôn giáo lâu đời nhất trên thế giới,[23] bắt nguồn từ Ấn Độ khoảng 1500 năm trước Công nguyên. Khác với Kitô giáo và Hồi giáo, Ấn Độ giáo không liên kết với đời sống của một cá nhân nào, hay nói cách khác, không có người sáng lập. Qua hàng ngàn năm, Ấn Độ giáo và xã hội Ấn Độ với hệ thống đẳng cấp đan quyện, gắn bó chặt chẽ với nhau đến mức người ta không thể dễ dàng mô tả riêng biệt, cũng chính vì thế mà Ấn Độ giáo khó truyền bá đến các xã hội khác. Thế nhưng đến nay, Ấn Độ giáo vẫn có khoảng 900 triệu tín đồ chủ yếu ở Ấn Độ, Pakistan và ở nhiều nơi khác trên thế giới với số lượng ít. Trong Ấn Độ giáo, công lý sau cùng không phải thuộc về vị thần tối cao mà thông qua chu kỳ tái sinh theo luật nhân quả. Mọi hành động của con người đều dẫn đến kết quả tinh thần trực tiếp, đó chính là nghiệp chướng (karma), đời sống chính đáng khiến cho tinh thần được hoàn thiện, ngược lại sẽ làm cho tinh thần suy đồi. Trạng thái cực lạc (nirvana) là sự hoàn thiện tinh thần, trong đó linh hồn được sẵn sàng cho việc tái sinh một cách hoàn hảo.

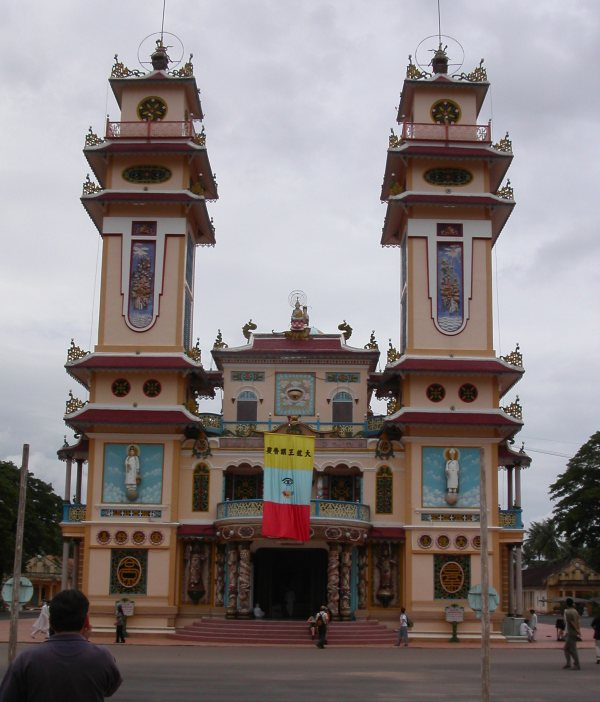
Tòa Thánh Cao Đài Tây Ninh tại Tây Ninh, Việt Nam

- Phật giáo: cũng có nguồn gốc từ Ấn Độ và khởi nguồn khoảng 500 năm trước Công nguyên. Tôn giáo này có nhiều phương diện giống với Ấn Độ giáo nhưng gắn với cuộc đời của người sáng lập - Đức Phật Thích Ca (Siddartha Gautama). Phật giáo là tôn giáo lớn trên thế giới, hiện có khoảng 365 triệu tín đồ chính thức (đã làm lễ Quy y Tam bảo). Phật giáo chủ yếu tập trung ở Châu Á và đang lan truyền khắp thế giới. Sau nhiều năm chu du và thiền định, Siddartha Gautama đạt đến trạng thái giác ngộ (bodhi), Ngài trở thành Phật, hiểu được bản chất của đời sống và biết con đường dẫn đến hạnh phúc thực sự. Tương tự như Ấn Độ giáo, Phật giáo cho rằng có kiếp luân hồi, nhân quả, mọi hành động của con người đều dẫn đến kết quả sẽ nhận được: hoặc là thiện (dẫn đến sự hoàn thiện tinh thần, sẽ nhận được quả thiện) hoặc là ác (dẫn đến sự suy đồi tinh thần,sẽ nhận được quả ác) nhưng khác nhau về bản chất. Cốt lõi là thoát khỏi hoàn toàn sinh tử, khổ đau, không còn bị tác động bởi nghiệp. Vũ trụ có trật tự mà không có vị thần tối cao thực hiện công lý cuối cùng (hay nói cách khác toàn thể Vũ trụ đều là Chân như của Phật tính - Pháp thân của Phật khắp mọi nơi. Mọi sự tồn tại của con người đều có khổ đau và muốn đạt đến sự bình an về tinh thần, Phật giáo phủ nhận mọi hình thức vui thú vật chất - hưởng dục, làm giảm các ham muốn về vật chất hay thể xác. Phật giáo cũng là tôn giáo đầu tiên đưa ra hệ thống phẩm cấp tu hành.[24]
- Nho giáo: hình thành ở Trung Quốc và do Đức Khổng Tử (551 - 479 trước Công nguyên) sáng lập. Có ít nguồn số liệu thống kê về các tín đồ Nho giáo nhưng ước tính có hơn 150 triệu người là tín đồ của tôn giáo này và số người chịu ảnh hưởng còn nhiều hơn nữa [25] chủ yếu tập trung ở Trung Quốc, Đông Bắc Á, Việt Nam, Singapore. Cũng như Phật giáo, Nho giáo quan tâm sâu sắc đến những đau khổ trên thế giới nhưng phương cách cứu rỗi, thay vì thủ tiêu ham muốn, là sống theo những nguyên tắc cụ thể về hạnh kiểm, đạo đức. Nho giáo đề cao nhân tính (jen), đạo đức luôn có vị trí cao hơn tư lợi, đạo đức của cá nhân tạo ra gia đình vững chắc và gia đình vững chắc trở thành nền tảng của xã hội vững mạnh. Không giống nhiều tôn giáo khác, Nho giáo không hướng con người vào tương lai mà hướng vào đời sống thực tại một cách có đạo đức trong xã hội có kỷ cương, trật tự. Trong Nho giáo, không có khái niệm rõ ràng về sự linh thiêng, người ta có thể cho rằng Nho giáo xét cho cùng không phải là tôn giáo thuần túy mà đúng ra là nghiên cứu lịch sử Trung Hoa có kỷ cương...Nhưng cũng có điểm giống với tôn giáo là tập hợp niềm tin và hành lễ phấn đấu đạt cái thiện và tạo ra sự đoàn kết xã hội.[25]
- Do Thái giáo: cũng hình thành ở vùng Trung Đông như Hồi giáo và Kitô giáo vào thời kỳ Đồ Sắt (khoảng 2000 năm trước Công nguyên). Mặc dù chỉ có khoảng 14 triệu tín đồ, chủ yếu ở Israel, Mỹ và châu Âu nhưng Do Thái giáo là một tôn giáo quan trọng vì đã tạo nền tảng lịch sử cho sự hình thành của Kitô giáo và Hồi giáo. Do Thái giáo do Abraham, tổ phụ và là nhà tiên tri của người Do Thái sáng lập. Do Thái giáo cũng theo thuyết độc thần, chỉ công nhận một mình Đức Chúa toàn năng. Điểm khác biệt của Do Thái giáo là mối quan hệ đặc biệt với Chúa, qua đó người Do Thái là "dân tộc được chọn" thông qua Giao ước (covenant). Giao ước được thể hiện dưới dạng như pháp luật và tập trung vào Mười điều răn Chúa tiết lộ cho Tiên Tri Moses, nhà tiên tri đã dẫn dắt dân tộc Do Thái ra khỏi ách nô lệ Ai Cập. Do Thái giáo coi năm quyển đầu tiên của bộ kinh mà đối với người Kitô giáo chính là Kinh Thánh Cựu ước là Thánh thư - lịch sử cũng như pháp luật của mình. Do Thái giáo cũng không hướng đến thế giới bên kia mà xem quá khứ là nguồn hướng dẫn hiện tại và tương lai. Người Do Thái phục tùng ý Chúa bằng cách thực hiện đầy đủ tinh thần cũng như lời văn của Thánh thư thì một ngày kia, Chúa sẽ phái sứ giả mang thiên đàng xuống Trái Đất. Giê-su được coi chính là sứ giả đó, nhưng người Do Thái không công nhận ông, vì Jesus đã chịu chết khốn cực chứ không vinh hiển như ý tưởng của họ theo lời thánh thư.

## Sự khác nhau giữa các tôn giáo

### Số thần thánh
- Những tôn giáo độc thần chỉ tin vào một thần thánh. Trong những tôn giáo này có Đạo Do Thái, Sikh giáo, Kitô giáo, Hồi giáo, và Đạo Bahá'í.
  - Đại đa số các tín đồ Kitô giáo tin vào giáo lý Ba Ngôi, nói rằng có một Chúa trời hiện hữu trong ba ngôi vị. (Hầu hết các nhánh trong Kitô giáo tin vào điều này, trừ một vài nhánh nhỏ như Nhân chứng Giêhôva hay các nhóm đã tồn tại trong quá khứ như phái Sabellius, phái Arius.)
  - Một số giáo phái của Ấn Độ Giáo hay thường bị gọi nhầm là theo độc thần luận, nhưng thật sự là thuộc về toàn thần luận.
  - Các tôn giáo đơn nhất thần tin rằng có nhiều thần thánh với nhiều tính chất khác nhau, nhưng chỉ có một thần là cao hơn hết. Trong các tôn giáo này gồm có những nhánh của Ấn Độ giáo (đặc biệt là hai nhánh Shiva và Vishnu) tin vào thiên thần, quỷ thần, deva (chư thiên), asura (atula, phi thiên), hay các thần thánh khác trong đó có một thần cao hơn hết;
- Những tôn giáo đa thần như Tôn giáo Hy Lạp - La Mã, cũng như một số tín ngưỡng vật linh như ở châu Phi tin tưởng vào nhiều thần thánh;
- Những tôn giáo phiếm thần tin rằng mọi vật trong thiên nhiên điều liên quan đến nhau và không thể tách rời nhau. Những tôn giáo này gồm có: những trường phái phiếm thần của nhánh Shiva và Vishnu trong Ấn Độ giáo, Thần đạo của Nhật Bản, và một vài tín ngưỡng về vạn vật hữu linh.
- Những tôn giáo không thần (như Đạo Phật, Nho giáo) không nói gì về sự hiện hữu hay không hiện hữu của thần thánh;
- Những tôn giáo vô thần (như Kì na giáo và Phật giáo) không tin tưởng vào thần thánh nào. Phật giáo không tin có một đấng sáng tạo tối thượng nào, các thần thánh thì có tồn tại nhưng các vị thần này cũng chỉ là một chúng sinh trong vũ trụ, sức mạnh và tuổi thọ của họ vẫn có giới hạn chứ không phải là đấng toàn năng bất tử.
- Những người bất khả tri thường nói rằng họ không biết được số thần thánh là không, một, hay nhiều.

### Giới tính thần thánh
- Một số tín đồ cho rằng thần thánh của họ không có giới tính, có cả tính chất nam lẫn nữ;
- Một số tín đồ cho rằng thần thánh của họ không có giới tính, nhưng có nhiều tính chất nam.
- Một số tín đồ khác cho rằng thần thánh của họ không có giới tính, nhưng có nhiều tính chất nữ.
- Một số tôn giáo giáo cho rằng thần thánh của họ là nam hoặc nữ, như trong các tôn giáo thần thoại truyền thống.

### Nguồn kinh sách

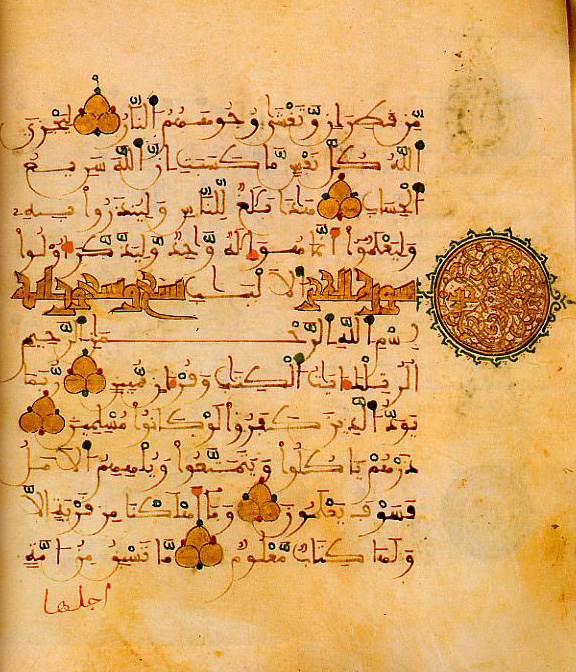
Kinh Coran Andalusia từ thế kỷ 12

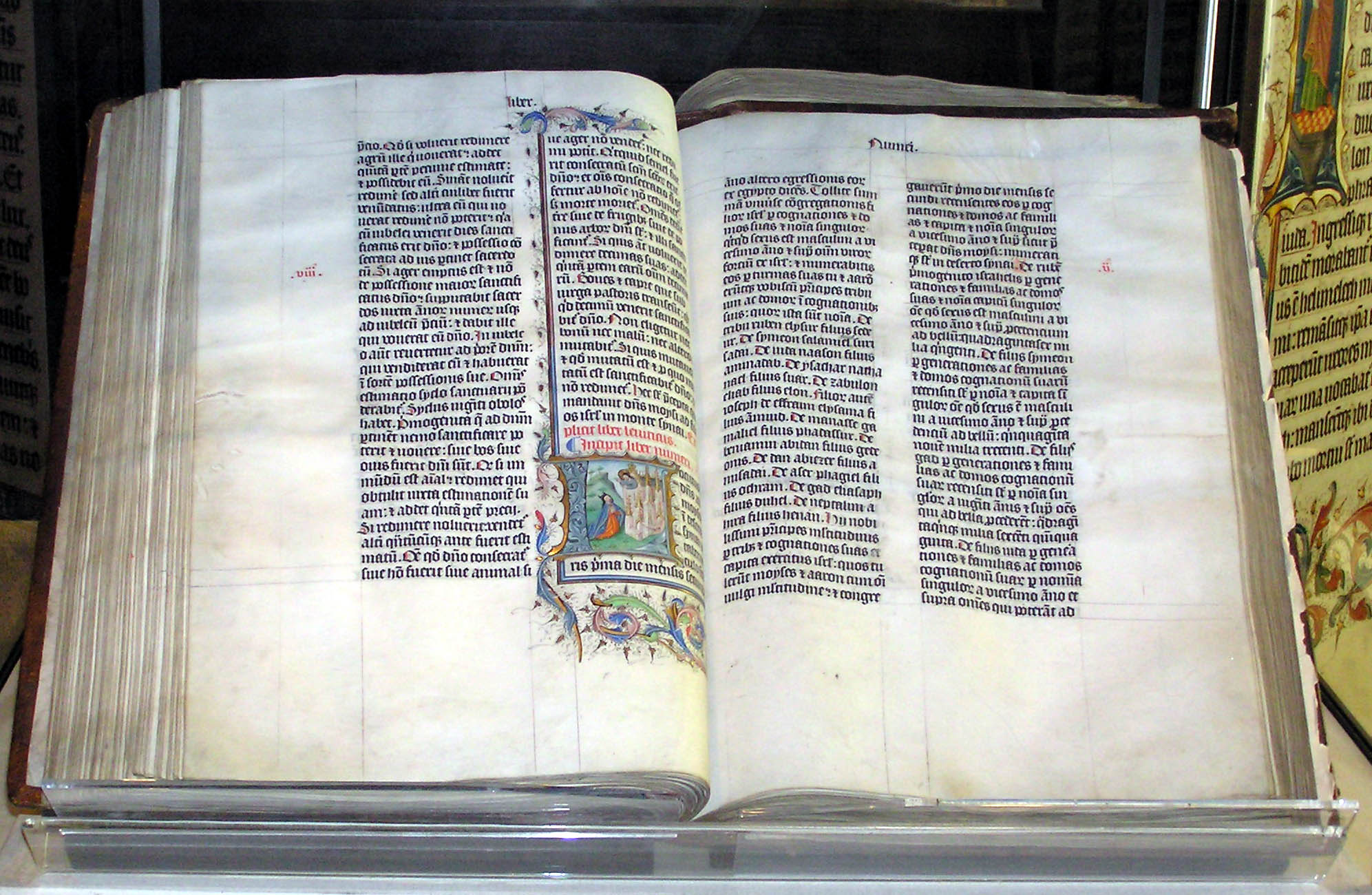
Kinh Thánh của Kitô giáo

## Tôn giáo và khoa học

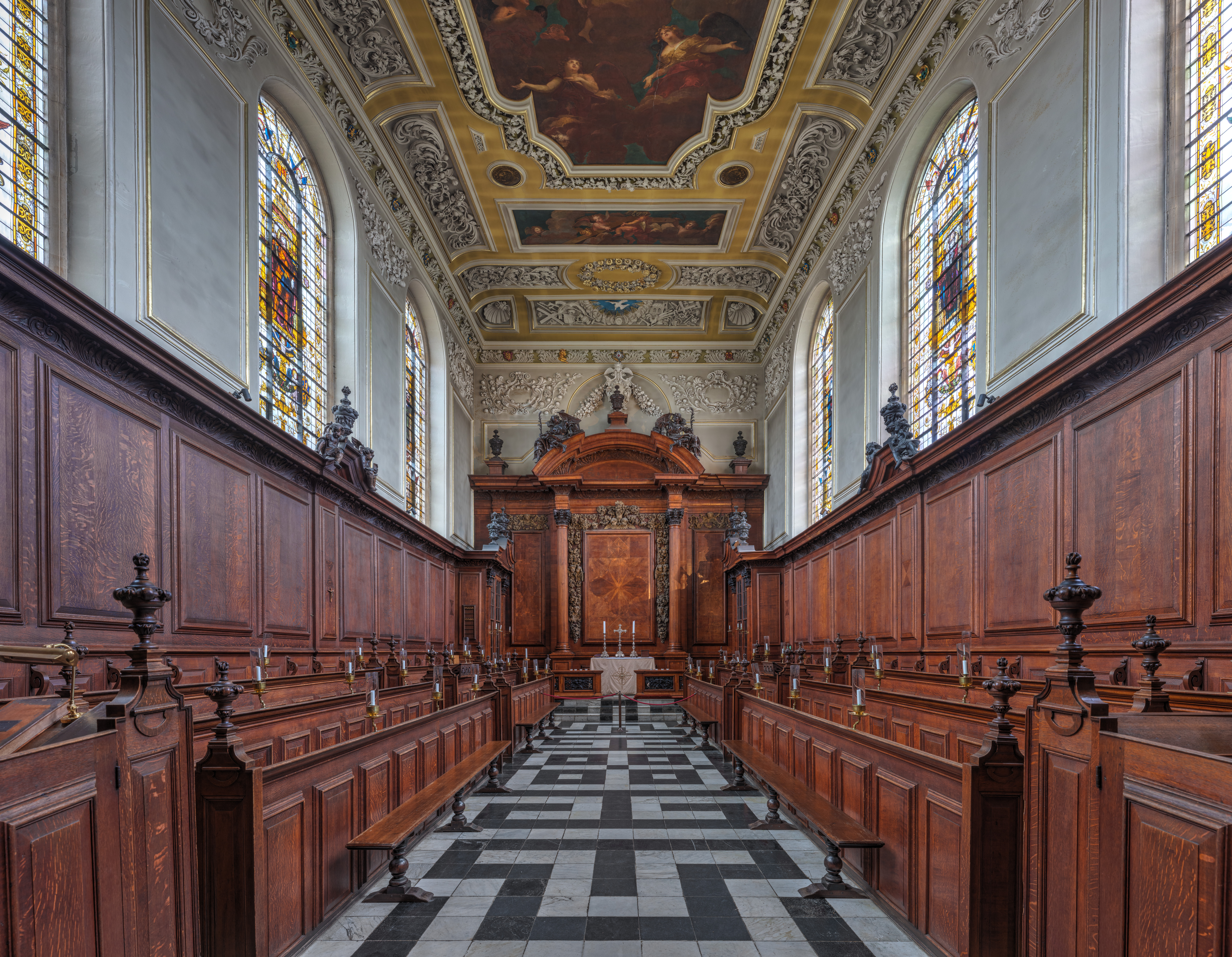
Nhà nguyện của Trinity College, Đại học Oxford

## Tôn giáo và chính trị

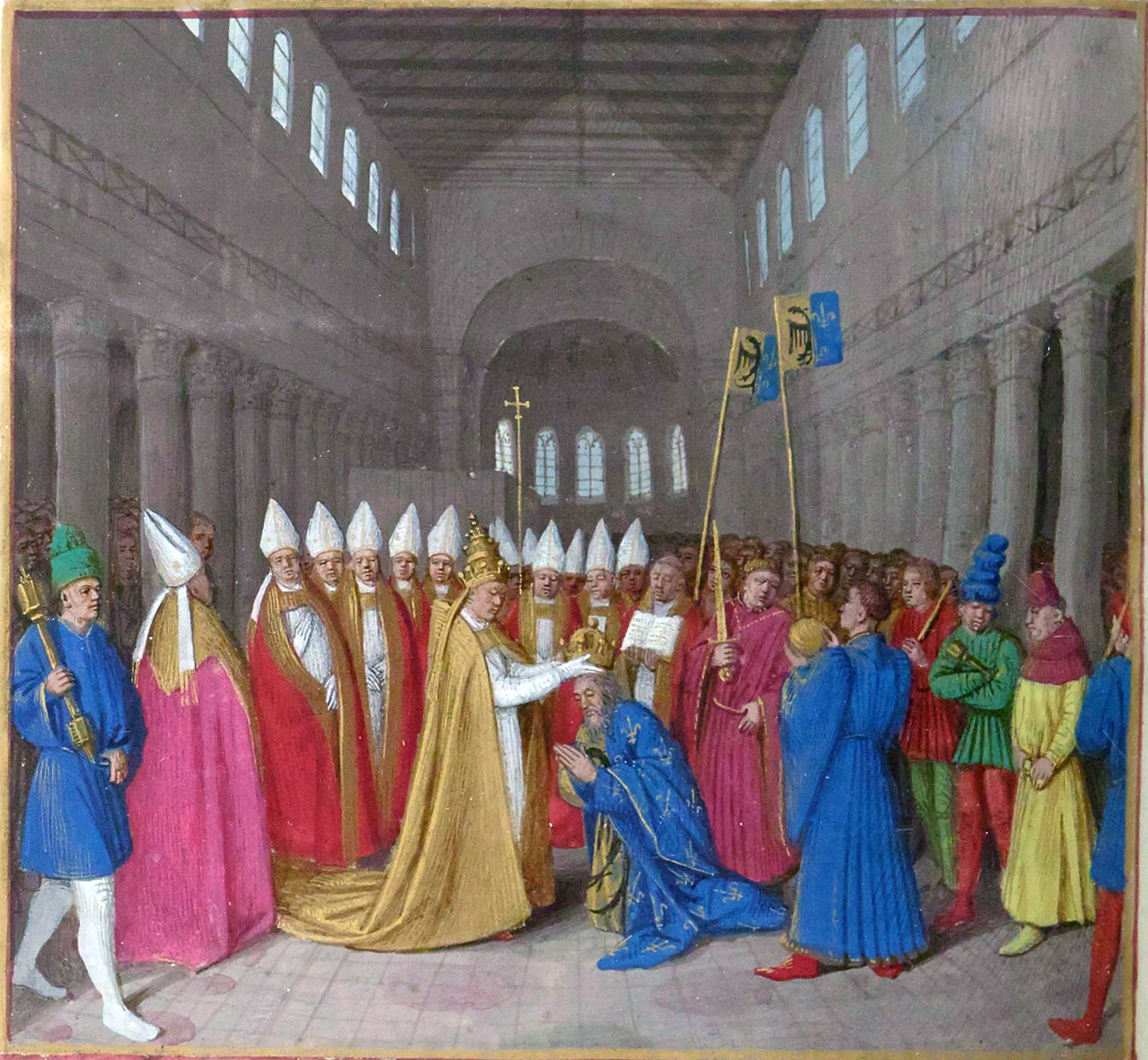
Lễ thụ phong cho Hoàng đế Charlemagne